# Vořikovští z Kunratic
Vořikovští z Kunratic (též Vořikovští z Kundratic) jsou českým rytířským rodem původem ze vsi Voříkov u Sedlčan.

## Voříkovští v Praze
V roce 1546 získal sladovník Václav Voříkovský († 1582) městské právo na Starém Městě pražském. Jeho synem byl Šimon († 1618), který se roku 1608 stal úředníkem desetipanského soudu a roku 1612 staroměstským radním. Šimonův syn Václav (†1641) patřil již mezi staroměstskou elitu a někdy po roce 1604 získal erb a predikát z Kundratic. 
Jeho syna Václava zvolili staroměstským konšelem a v letech 1635–1637 působil jako královský rychtář, získal právo psát se z Kunratic. Jeho vnuk Daniel František vykonával funkci písaře menších zemských desk, v roce 1683 byl přijat do rytířského stavu a obdržel polepšení erbu. 
Bratři Daniel a Václav díky své statečnosti při švédském obléhání Prahy v roce 1648 byli spolu s celou staroměstskou radou odměněni vladyctvím. V roce 1658 získali zvláštní majestát pro svůj rod.
Bohuslav Jan se stal primasem a nejvyšším městským vachmistrem. Většina příslušníků rodu zastávala významné funkce i díky svému univerzitnímu vzdělání. Jako bakaláři či mistři svobodných umění se stávali zemskými soudci či rady u dvorské kanceláře. 
Adam Jiří (1752–1831) po studiích práv na pražské univerzitě působil jako rada zemského soudu. Patřil mu statek Chanovice, v roce 1792[zdroj?] získal majestátem úřad nejvyššího korouhevníka za rytířský stav. Po ukončení působení ve státní sféře se stal děkanem filosofické fakulty pražské univerzity.
Začátkem 18. století se rozdělili do dvou větví, první z nich vymřela koncem 19. století v Plzni, druhá o několik let později v Praze.
V Praze sídlili v domě U Voříkovských v Liliové ulici na Starém Městě.

## Erb
V šikmo stříbrně děleném štítě měli zlatomodrého lva, který v pravé tlapě drží tři klasy a v levé rádlo.

## Příbuzenstvo
Spojili se například s Jezberovskými z Olivové Hory a především s nešlechtickými rodinami.